# Achin Vanaik
Achin Vanaik (Hindi अचिन वणिक; * 1947) ist ein indischer Politikwissenschaftler und Völkerrechtler. Er ist international bekannt für sein Engagement zur Abschaffung von Atomwaffen. 2000 erhielt er den Sean MacBride Peace Prize.

## Biographie
Achin Vanaik kam 1947 zur Welt. Er absolvierte ein Studium der Wirtschaftswissenschaft und Statistik an der südwestenglischen University of Bristol, das er 1970 abschloss. Anschließend arbeitete er bis 1974 an der „Free University of Black Studies“, die sich die Förderung des politischen Bewusstseins nicht-weißer Einwanderergemeinschaften in Großbritannien zum Ziel gesetzt hat. Im November 1978 begann Vanaik seine Karriere in der Redaktion der Times of India, wo er bis Dezember 1990 tätig blieb. Er schrieb zu Themen wie nationale Sicherheit, internationale Beziehungen, Frieden und Politik in Südasien und profilierte sich als Kritiker von Atomwaffen und Befürworter der Abrüstung.
Seit 1988 ist Vanaik Fellow des Transnational Institute (TNI) in Amsterdam, einer internationalen Vereinigung von Intellektuellen und Wissenschaftlern, die sich mit den Problemen globaler Ungleichheit und Entwicklung befassen. Von 1991 bis 1996 arbeitete Vanaik als wissenschaftlicher Mitarbeiter am Nehru Memorial Museum and Library in Neu-Delhi. 1996 begann Vanaik seine akademische Laufbahn als Gastprofessor an der Academy of the Third World Studies der Jamia Milia Islamia University in Neu-Delhi (1996–1997 und 2001–2003). 2002 wechselte er ans Institut für Politikwissenschaft der Universität Delhi, wurde 2004 Professor und war von 2007 bis 2010 Institutsleiter sowie Dekan der Fakultät für Sozialwissenschaften der Universität Delhi.
Vanaik ist aktives Mitglied der Coalition for Nuclear Disarmament and Peace [Koalition für nukleare Abrüstung und Frieden] (Indien) und der indischen Kampagne für den akademischen und kulturellen Boykott Israels, die sich dafür einsetzt, Israel zur Einhaltung des Völkerrechts zu zwingen, und die enge Zusammenarbeit zwischen Indien und Israel im Rüstungsbereich strikt ablehnt. Achin war viele Jahre lang im Vorstand von Greenpeace (Indien) und war Mitglied des Ghosh-Ausschusses, der zur unabhängigen Bewertung der indischen National Literacy Mission eingesetzt wurde, einer 1988 gestarteten Initiative der indischen Regierung zur Bekämpfung des Analphabetismus.

## Auszeichnungen
- 2000 Sean MacBride Peace Prize des Bureau International Permanent de la Paix[3][1]
- 1987 Ernennung zum Fellow am Transnational Institute in Amsterdam[4]

## Publikationen (Auswahl)
- Nationalist Dangers, Secular Failings: A Compass for an Indian Left (Aakar Books, 2020) ISBN  9789350026557
- The Rise of Hindu Authoritarianism: Secular Claims, Communal Realities (Verso, 2017) ISBN 9781786630728
- After The Bomb: Reflections on India’s Nuclear Journey (Orient Black Swan, 2015). ISBN 978-8125058533
- Das neue Quintett in den internationalen Beziehungen und die Frage der Hegemonie heute in Hegemonie und Multipolarität, Erhard Crome / Raimund Krämer (Hrsg.), Potsdam : WeltTrends, 2013
- Understanding Contemporary India: Critical Perspectives (Hrsg.) (2010). ISBN 978-8125039891
- The Furies of Indian Communalism: Religion, Modernity and Secularization (Verso, 1997) ISBN 978-1859849217
- India in a Changing World: Problems, Limits and Successes of its Foreign Policy (1995) ISBN 9788125006350
- The Painful Transition: Bourgeois Democracy in India (1990) ISBN 978-0860915041